# Wet van Betz
Volgens de wet van Betz, ontwikkeld door Albert Betz, is er een theoretisch maximale hoeveelheid energie die door middel van een rotor (bijvoorbeeld wieken van een windmolen) aan een stromend fluïdum (wind) kan worden onttrokken.
Om deze te berekenen gebruikt men het model van een cirkelvormige schijf in plaats van de rotor waarbij de schijf de energie onttrekt aan het fluïdum dat erdoor gaat. De snelheid van het fluïdum is lager ná de schijf dan er voor.
Stel {\displaystyle v_{1}} is de snelheid van het fluïdum vóór de rotor en {\displaystyle v_{2}} de snelheid erna. De gemiddelde snelheid is:
{\displaystyle v_{\text{avg}}={\tfrac {1}{2}}(v_{1}+v_{2})}
Noem de oppervlakte van de schijf {\displaystyle S} en {\displaystyle \rho } de dichtheid van het fluïdum. De massastroom (de massa van het fluïdum per tijdseenheid) is dan:
{\displaystyle {\dot {m}}=\rho \cdot S\cdot v_{\rm {avg}}={\frac {\rho \cdot S\cdot (v_{1}+v_{2})}{2}}}
Het onttrokken vermogen is het verschil in kinetische energie van het instromende en uitstromende fluïdum per tijdseenheid:

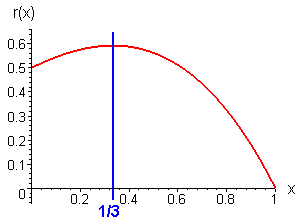
De horizontale as geeft aan de verhouding, de verticale as de "prestatiecoëfficient"

{\displaystyle {\dot {E}}={\tfrac {1}{2}}{\dot {m}}(v_{1}^{2}-v_{2}^{2})=}
{\displaystyle ={\tfrac {1}{4}}\rho \cdot S\cdot (v_{1}+v_{2})(v_{1}^{2}-v_{2}^{2})=}
{\displaystyle ={\tfrac {1}{4}}\rho \cdot S\cdot v_{1}^{3}\cdot \left(1-{\Big (}{\frac {v_{2}}{v_{1}}}{\Big )}^{2}+{\Big (}{\frac {v_{2}}{v_{1}}}{\Big )}-{\Big (}{\frac {v_{2}}{v_{1}}}{\Big )}^{3}\right)}
Door {\displaystyle {\dot {E}}} te differentiëren naar {\displaystyle {\frac {v_{2}}{v_{1}}}} bij een fluïdumsnelheid van {\displaystyle v_{1}} en een oppervlakte {\displaystyle S} vindt men de maximale of minimale waarde voor {\displaystyle {\dot {E}}}. De uitkomst is dat {\displaystyle {\dot {E}}} een maximum bereikt bij {\displaystyle {\frac {v_{2}}{v_{1}}}={\tfrac {1}{3}}}.
Substitueer deze waarde met als resultaat:
{\displaystyle {\dot {E}}_{\rm {max}}={\begin{matrix}{\frac {16}{27}}\cdot {\frac {1}{2}}\end{matrix}}\cdot \rho \cdot S\cdot v_{1}^{3}}
Het vermogen dat beschikbaar in een cilindrisch fluïdum met een oppervlakte van de doorsnede {\displaystyle S} en die zich beweegt met een snelheid {\displaystyle v_{1}} is:
{\displaystyle {\dot {E}}={\tfrac {1}{2}}\rho \cdot S\cdot v_{1}^{3}}

De prestatiecoëfficiënt {\displaystyle C_{p}={\frac {E_{\text{max}}}{E}}} heeft een maximale waarde {\displaystyle C_{p{\text{,max}}}={\tfrac {16}{27}}=0{,}593}.
Verliezen door een rotor vormen de belangrijkste energieverliezen in, bijvoorbeeld, een windmolen. Het is belangrijk om deze dan ook zo klein mogelijk te maken. Moderne rotors hebben een {\displaystyle C_{p}}-waarde van ongeveer 0,4 tot 0,5, wat dus overeenkomt met ongeveer 70 tot 80% van wat theoretisch mogelijk is.

## Referentie
Betz, A. (1966) Introduction to the Theory of Flow Machines. (D. G. Randall, Trans.) Oxford: Pergamon Press.